# Три куруша
Три куруша (тур. Üç Kuruş) — турецький телесеріал у жанрі бойовика, детектива, драми створений компанією Ay Yapım.
Перша серія вийшла в ефір 1 листопада 2021 року.
Серіал має 1 сезон. Завершився 28-м епізодом, який вийшов у ефір 30 травня 2022 року.
Режисер серіалу — Синан Озтюрк.
Сценаристи серіалу — Дамла Серім, Есет Акчилад, Мурат Уюркулак.
В головних ролях — Ураз Кайгілароглу, Екін Коч, Несрін Джавадзаде, Асліхан Малбора, Дживан Джанова, Нюрсель Кес.

## Сюжет
Події серіалу починають розгортатися із жорстокого вбивства. Щойно поліцейські приїхали на місце події, то вони одразу стали зіставляти факти. Незабаром їм вдається зрозуміти, що з подібними злочинами їм уже доводилося стикатися. Немає сумнівів у тому, що ці вбивства й надалі продовжуватимуться. Коли серійний маніяк чинить черговий злочин, то на місці залишає три куруша.

## Актори та ролі
| Актор               | Роль          |
| ------------------- | ------------- |
| Ураз Кайгілароглу   | Картал Чака   |
| Екін Коч            | Ефе Текін     |
| Несрін Джавадзаде   | Бахар Йондель |
| Асліхан Малбора     | Лейла Чака    |
| Дживан Джанова      | Октай Чака    |
| Нюрсель Кес         | Неріман Чака  |
| Кадір Чермік        | Бейбарс       |
| Сезін Акбашогуллари | Азаде         |
| Бора Аккаш          | Четін         |

## Сезони
| Сезон               | Епізоди | Епізоди | Оригінальний показ | Оригінальний показ | Оригінальний показ |
| Сезон               | Епізоди | Епізоди | Перший показ       | Останній показ     | Мережа             |
| ------------------- | ------- | ------- | ------------------ | ------------------ | ------------------ |
| Сезон 1 (2021-2022) | 28      | 28      | 1 листопада 2021   | 30 травня 2022     | Show TV            |

## Рейтинги серій
| Сезон 1 (2021—2022) | Сезон 1 (2021—2022) | Сезон 1 (2021—2022) | Сезон 1 (2021—2022) |
| Серія               | Рейтинг (TOTAL)     | Рейтинг (AB)        | Рейтинг (ABC1)      |
| ------------------- | ------------------- | ------------------- | ------------------- |
| 1.                  | 6.60                | 4.82                | 6.92                |
| 2.                  | 5.12                | 4.84                | 5.89                |
| 3.                  | 6.32                | 5.80                | 6.90                |
| 4.                  | 4.76                | 3.93                | 5.17                |
| 5.                  | 5.47                | 4.56                | 5.35                |
| 6.                  | 6.00                | 3.89                | 6.18                |
| 7.                  | 5.70                | 4.34                | 5.63                |
| 8.                  | 5.37                | 4.93                | 5.55                |
| 9.                  | 6.03                | 4.59                | 5.42                |
| 10.                 | 5.53                | 3.87                | 4.77                |
| 11.                 | 4.62                | 3.52                | 4.31                |
| 12.                 | 5.37                | 3.68                | 4.31                |
| 13.                 | 4.34                | 3.65                | 4.34                |
| 14.                 | 4.80                | 3.51                | 4.80                |
| 15.                 | 4.43                | 3.14                | 4.36                |
| 16.                 | 4.77                | 3.25                | 4.01                |
| 17.                 | 4.97                | 3.44                | 4.23                |
| 18.                 | 5.33                | 3.45                | 4.41                |
| 19.                 | 5.05                | 2.63                | 4.40                |
| 20.                 | 4.87                | 3.03                | 4.29                |
| 21.                 | 4.25                | 3.08                | 4.04                |
| 22.                 | 4.29                | 2.99                | 4.10                |
| 23.                 | 4.54                | 3.33                | 4.42                |
| 24.                 | 3.76                | 2.70                | 3.70                |
| 25.                 | 3.83                | 2.69                | 3.36                |
| 26.                 | 3.87                | 2.25                | 3.51                |
| 27.                 | 3.48                | 2.26                | 3.06                |
| 28. (фінал)         | 3.64                | 2.50                | 3.49                |